# Avenida Bolívar (Maracaibo)
La Avenida Bolívar  es el nombre que recibe una vía de transporte carretero localizada en la ciudad de Maracaibo al norte del Estado Zulia al oeste del país sudamericano de Venezuela.

## Descripción
Debe su nombre al militar y político venezolano Simón Bolívar. Conecta la carretera vía Aeropuerto con la carretera Los Bucares en su recorrido se vincula además con calles con nombres de fechas o personajes históricos como la Calle 5 de julio (Independencia de Venezuela), la Calle 19 de abril (Primer grito de la Independencia), la calle 24 de octubre (conmemoración del Natalicio de Rafael Urdaneta, prócer de la independencia) y la Calle Miranda (en Honor de Francisco de Miranda).
Cerca a cada uno de sus lados se encuentra las Avenidas Baralt y la Avenida 91.